# Stiftsbasilika Unserer Lieben Frau vom Trost und des Heiligen Bischofs Stanislaus

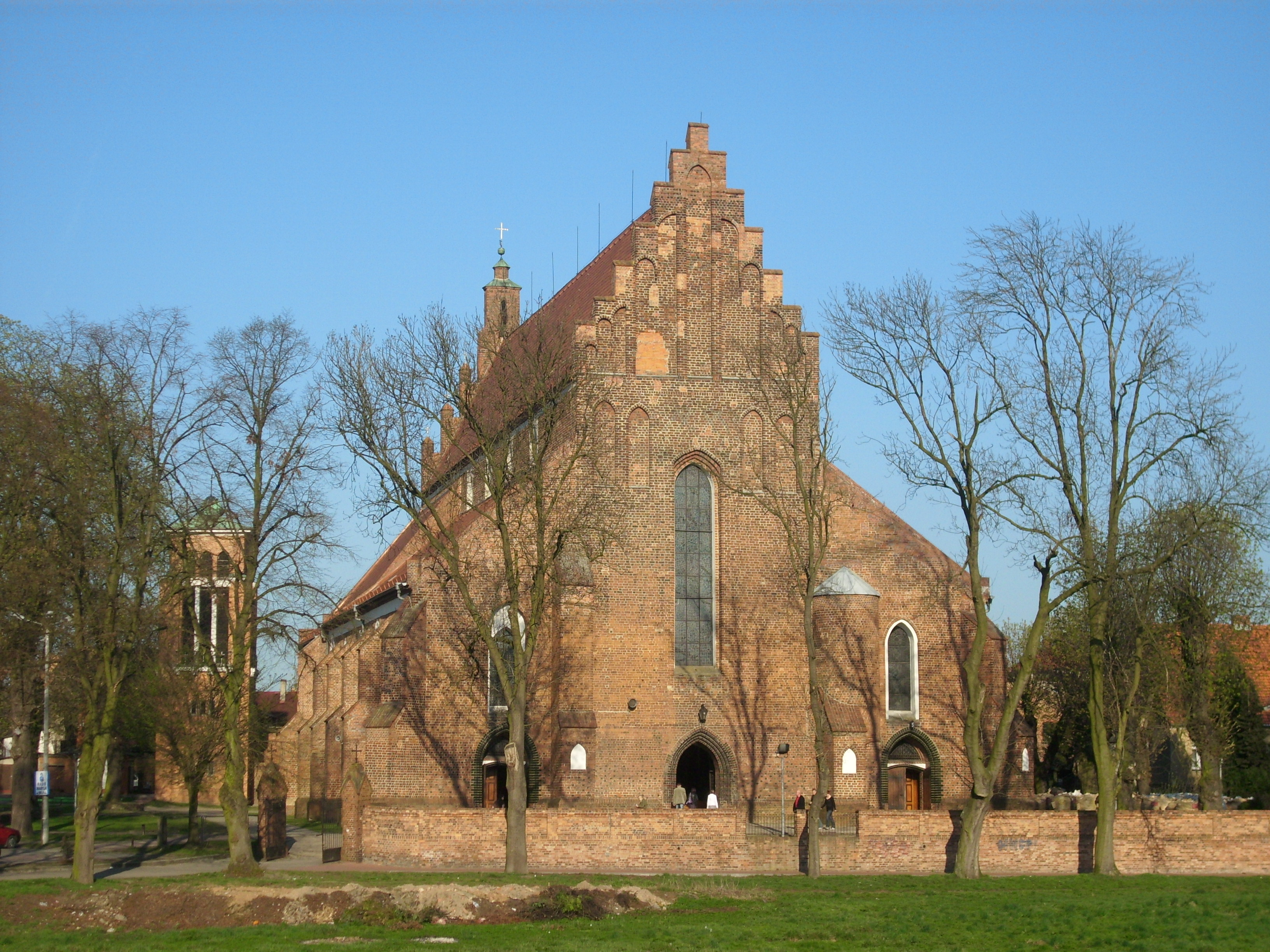
Stiftsbasilika Szamotuły, Frontansicht

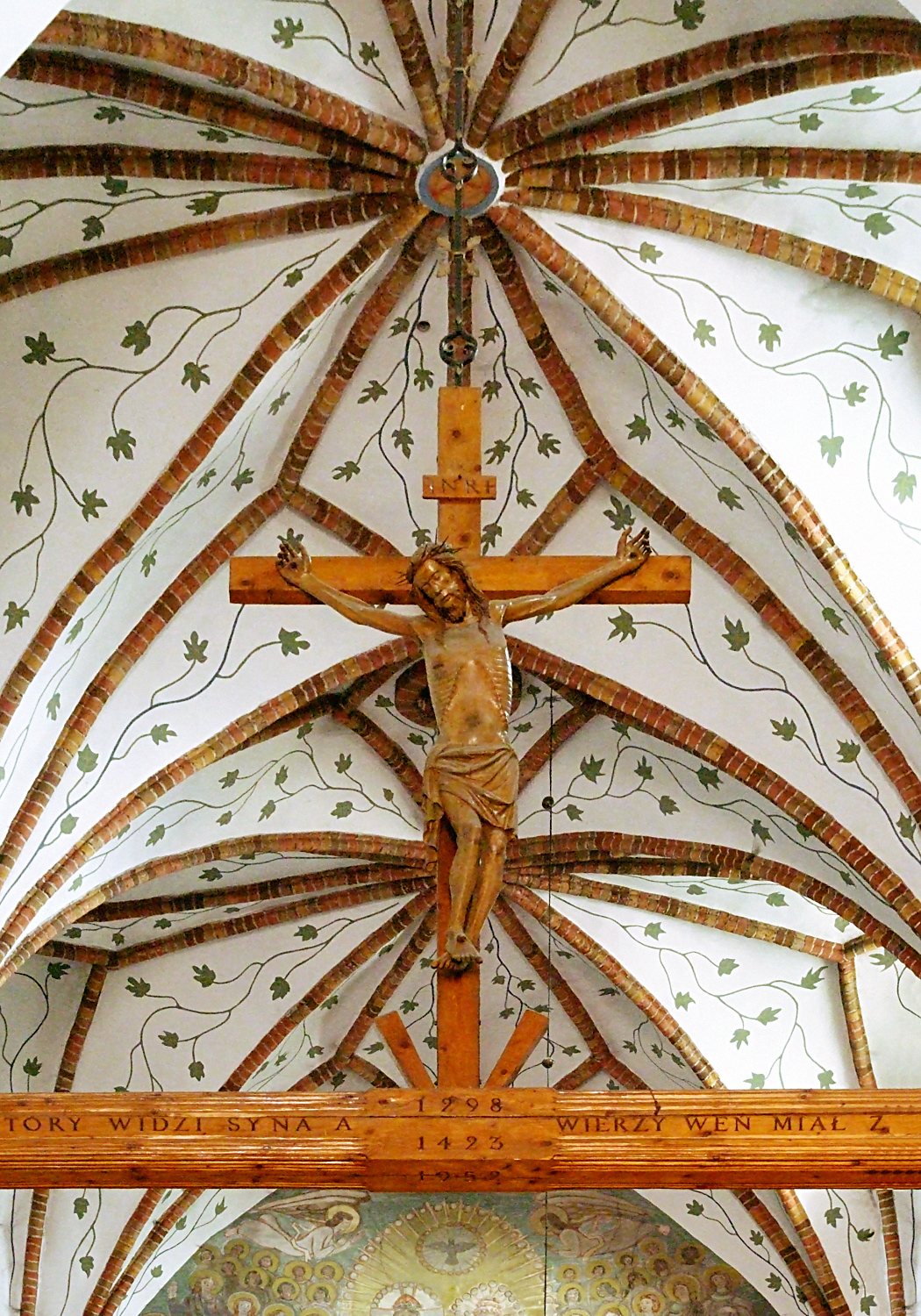
Kruzifix

Die Stiftsbasilika Unserer Lieben Frau vom Trost und des Heiligen Bischofs Stanislaus (polnisch Bazylika kolegiacka Matki Bożej Pocieszenia i św. Stanisława Biskupa) in Szamotuły, Polen, ist eine römisch-katholische Kollegiatbasilika und gehört aufgrund ihrer Geschichte, ihrer Architektur und ihrer Kunstschätze zu den Wahrzeichen der Stadt Szamotuły. Insbesondere ist das gotische Kruzifix von 1370 bekannt.

## Geschichte
Die Kirche wurde in den Jahren 1423 bis 1431 im gotischen Stil anstelle einer älteren Kirche errichtet. Stifter waren Dobrogost und Wincenty Świdwów. In den Jahren 1513 bis 1542 wurde die Kirche durch Łukasz Górka ausgebaut und 1542 von Bischof Sebastian Branicki zur Kollegiatbasilika erhoben. 1569 wurde die Reformation eingeführt, und die Kirche wurde zunächst von den Lutheranern und ab 1573 von den Böhmischen Brüdern genutzt. 1594 kam sie im Zuge der Gegenreformation wieder an die Katholiken. 1772 wurde die Kirche erneuert. Während des Zweiten Weltkriegs wurde das Inventar geplündert. Bis 1952 wurden die Schäden behoben. 2014 wurde die Kirche zur Basilica minor erhoben.